# Hanaa Ben Abdesslem
Hanaa Ben Abdesslem (sinh ngày 18 tháng 10 năm 1990) là người mẫu Tunisia. Cô đã làm việc với các nhà thiết kế như Jean Paul Gautier, Vivienne Westwood, Chanel, Oscar de la Renta và Anna Sui. Cô là người mẫu Ả Rập đầu tiên có mặt trong lịch Pirelli  cũng như người phát ngôn Hồi giáo đầu tiên cho nhà sản xuất nước hoa và mỹ phẩm Pháp Lancôme.

## Sự nghiệp
Ben Abdesslem là một thí sinh tham gia Mission Fashion 2 năm 2007, phiên bản Lebanon của Project Runway; Cô đứng thứ hai. Cô đã học ngành kỹ thuật trước khi quyết định trở thành người mẫu. Năm 2010, cô ký hợp đồng với công ty người mẫu IMG. Cô đã ra mắt đường băng tại London với Vivienne Westwood vào năm 2010; Cô ấy đã đi bộ cho Givenchy trong cùng một năm.
Năm 2011, cô đi bộ cho các thương hiệu như Chanel, Thierry Mugler, Giambattista Valli, Ralph Lauren, Anna Sui, Oscar de la Renta, Giambattista Valli, Jean Paul Gaultier, Narciso Rodriguez và Hermès.
Lancôme đã ký hợp đồng với Ben Abdesslem vào năm 2012, đưa cô trở thành người phát ngôn Hồi giáo đầu tiên cho thương hiệu này.
Cô đã tạo dáng cho Vogue Paris, Ý, Hà Lan, Thái Lan, Tây Ban Nha, và Đức. Ben Abdesslem cũng đã được đặc trưng trong W, Dazed and Confused, V, và tạp chí Phỏng vấn Nga.
Thương hiệu thời trang cao cấp Ralph & Russo đã chọn Ben Abdesslem để đóng bộ sưu tập Thu / Đông 2014-15 của họ.
Năm 2016, cô chuyển sang NEXT Model Management trên toàn thế giới.

## Từ thiện
Ben Abdesslem là người phát ngôn của tổ chức phi chính phủ Esmaani, kể từ tháng 7 năm 2011, tập trung vào việc hỗ trợ về mặt cảm xúc và tâm lý cho những người trong bệnh viện ở những vùng nghèo đói. Cô cũng đã được tham gia với hiệp hội phát triển Trao quyền cho Thanh niên NGO (YEDA): trọng tâm của họ là truyền cảm hứng và hỗ trợ thanh niên Tunisia.